# Woodman Highlands
Woodman Highlands är en platå i Antarktis. Den ligger i Västantarktis. Argentina, Chile och Storbritannien gör anspråk på området.